# Ли Дачжао
Ли Дачжао (кит. трад. 李大釗, упр. 李大钊, пиньинь Lǐ Dàzhāo; 29 октября 1889, Лаотин — 28 апреля 1927, Пекин) — один из основателей Коммунистической партии Китая, один из первых китайских марксистов и коммунистов.

## Биография
Ли Дачжао родился 29 октября 1889 года в уезде Лаотин провинции Чжили в крестьянской семье.
В 1913—1917 годах Ли изучал политическую экономию в Университете Васэда в Японии. В 1918 году вернулся в Китай.
После возвращения на родину Ли работал профессором и заведующим библиотекой Пекинского университета и был среди первых интеллектуалов в китайской среде, кто поддержал установление большевистского режима в России. В то время его ассистентом в библиотеке работал Мао Цзэдун, на которого Ли оказал очень большое влияние.
К революционному движению примкнул во время Синьхайской революции. В 1914—1915 годах был главным редактором газеты «Чэньбао» (досл. «Утренние новости») (кит. 晨报) в Пекине, на страницах которой выступал против реакционно-монархических мероприятий Юань Шикая. В 1916—1918 годах активно сотрудничал с демократическим журналом «Синь циннянь» (досл. «Новая молодёжь») (кит. 新青年). Являлся одним из первых пропагандистов марксизма в Китае.
В своих печатных и устных выступлениях горячо приветствовал победу Октябрьской революции в России. В 1919 году был в числе организаторов и идейных руководителей «Движения 4 мая». В 1920 году организовал первые коммунистические кружки в пекинских учебных заведениях. В 1921 году вместе с Чэнь Дусю организовал Коммунистическую партию Китая. В 1924—1927 гг. принимал активное участие в революционной борьбе. Возглавил демонстрацию 18 марта 1926 года, закончившуюся расстрелом митингующих полицией и армией (см. «Бойня 18 марта»).
В 1927 году, вскоре после проведённой Чан Кайши антикоммунистической Шанхайской резни 1927 года, по приказу милитариста Чжан Цзолиня Ли Дачжао был захвачен китайской полицией в советском посольстве в Пекине, взят в заложники и повешен 28 апреля.

## Сочинения
- Ли Дачжао. Избранные произведения. Пер. с кит. Сост. и авт. предисл. Н. Г. Сенин. — М.: Наука; Главная редакция восточной литературы, 1989. — 488 с.